# Неформат-2
«Неформа́т-2» — первый макси-сингл российской хеви-метал группы «Маврин», который вышел на лейбле CD-Maximum 23 января 2010 года.

## Об альбоме
Помимо новых композиций и одной инструментальной песни, на релизе представлена легендарная песня «Дай руку мне», написанная С. Мавриным в соавторстве с В. Дубининым и М. Пушкиной для альбома «Герой асфальта» группы «Ария» в 1987 году. Для сингла песня была записана с участием Дубинина, Беркута и Витарта. В качестве бонуса также представлена коллекция эксклюзивных видеосъёмок самого Сергея Маврина. В том числе получасовой фильм о подготовке к юбилейному концерту, который посвящён 10-летию группы, с участием Валерия Кипелова, Алексея Харькова, Артура Беркута; видеоотчёт о записи песни «Дай руку мне» и другое.

## Список композиций
| №                   | Название            | Текст песни         | Музыка              | Длительность |
| ------------------- | ------------------- | ------------------- | ------------------- | ------------ |
| 1.                  | «Душа»              | Анна Балашова       | Сергей Маврин       | 5:57         |
| 2.                  | «Утоли мои печали»  | Балашова            | Маврин              | 5:25         |
| Общая длительность: | Общая длительность: | Общая длительность: | Общая длительность: | 11:22        |

| №                   | Название                          | Текст песни         | Музыка                  | Длительность |
| ------------------- | --------------------------------- | ------------------- | ----------------------- | ------------ |
| 3.                  | «Дай руку мне» (Ария Cover)       | Маргарита Пушкина   | Маврин, Виталий Дубинин | 5:20         |
| 4.                  | «Утоли мои печали» (инструментал) | —                   | Маврин                  | 5:28         |
| 5.                  | «Видеохроники» (видео)            | —                   | —                       | 49:02        |
| Общая длительность: | Общая длительность:               | Общая длительность: | Общая длительность:     | 59:50        |

## Участники записи

### Основной состав
- Артём Стыров — вокал
- Леонид Максимов — бас-гитара
- Сергей Маврин — гитара, клавишные
- Юрий Алексеев — ритм-гитара
- Дмитрий Завидов — ударные

### Приглашённые участники
- Виталий Дубинин, Артур Беркут, Стас Витарт — вокал (3)
- Павел Элькинд — ударные (4)